# كارين بستاني
كارين بستاني (4 يونيو)، المعروفة باسم كارين ر. بستاني، هي شخصية إعلامية دولية لبنانية ومؤلفة وسيدة أعمال ومديرة ومنتجة. 
ولدت كارين البستاني في قرية عين الريحان في جبل لبنان، ودرست في كلية القديس يوسف - عينطورة حيث بدأت كتابة الشعر في سن مبكر جداً. كرست كل وقت فراغها للكتابة، سافرت إلى باريس حيث حصلت على درجة البكالوريوس في الأدب الفرنسي من جامعة السوربون، باريس. تخرجت أيضاً من الجامعة اللبنانية الأميركية في جبيل، متخصصة في تخصص مزدوج: فنون الاتصال والعلوم السياسية. بعد أن اكتسبت 12 عاما من الخبرة في مجال الإعلان، أنشأت في عام 2005 شركة الإعلان والتسويق "Eyestrategy Business Communication sarl"، لمجالات الأدب والدراية والإبداع. على مدى عامين متتاليين، كان لديها عمود صحفي اجتماعي وسياسي خاص، "Poing à la ligne"، في صحيفة البلد في النشرة الفرنسية. 
في نيسان/أبريل 2009 ومع إعادة افتتاح قناة MTV التلفزيونية اللبنانية (لبنان)، أعدت كارين برنامج ثقافي كرتوني: كتاب. قدمت وحللت إصدارات كتب جديدة، وكتب الأكثر مباعا، وأجرت مقابلات مع مؤلفين لبنانيين ودوليين في الاستوديو أو من خلال سكايب.
وهي أول مذيعة تلفزيونية تستخدم هذه التكنولوجيا في برنامج ثقافي. وقد استقبلت أكثر من 1800 كاتب منهم 250 كاتباً عالمياً مثل الكاتب الفرنسي اللبناني الكبير أمين معلوف وأيضا الكاتب الأكثر مبيعاً في العالم مارك لوفي وآخرين.
من عام 2010 حتى عام 2013، قامت كارين بتغطية Salon du Livre Francophone في بيروت الذي يستضيف أكثر من 80 كاتباً كل عام في أقل من عشرة أيام. في 16 مايو 2012 بدأت كارين بستاني برنامجا جديدًا بعنوان "écrire l'Histoire"، حيث استضافت شخصيات دولية شهيرة في القرن الحادي والعشرين. كتاب دوليون مثل مارك لوفي وإريك إيمانويل شميت وفينوس خوري غاتا وأمين معلوف. في 6 أبريل 2013 بدأت عرض Ecrire l'Histoire الموسم 2 من ديترويت ولوس انجليس وهوليوود مع شخصيات من أصول لبنانية. يتم إجراء مقابلات مع صناع الأفلام والمخرجين السينمائيين ومنتجي الأفلام، وكذلك المؤلفين الموسيقيين والكتاب والسياسيين والمديرين التنفيذيين في الولايات المتحدة وباريس مثل السيد كارلوس غصن، الرئيس التنفيذي لشركة نيسان ورينو في جميع أنحاء العالم والدكتور تشارلز العشي، مدير JPL Nasa في لوس أنجلوس.
في فبراير 2014، بدأت مسلسلاً تلفزيونياً جديداً على قناة LBCI أسماء من التاريخ تنتجه وتقدمه، والذي استضافت فيه شخصيات برازيلية شهيرة جداً من أصل لبناني مثل رئيس البرازيل سعادة ميشيل تيمر. ومنذ ذلك الحين، أصبحت علامة تجارية في جميع أنحاء العالم. في عام 2015، سافرت إلى الإمارات العربية المتحدة وصورت أكثر من 15 حلقة لقصص نجاح لبنانية متميزة في دبي وأبو ظبي والشارقة.
في أكتوبر 2016، سافرت إلى أستراليا وصورت أكثر من 12 مقابلة مع سياسيين ورجال أعمال لبنانيين بارزين مثل معالي الرئيس السابق لولاية فيكتوريا ستيف براكس. في شباط/فبراير 2017، سافرت إلى جنوب أفريقيا وصورت أكثر من 35 مقابلة مع سيا سيين ورجال أعمال لبنانيين بارزين في أفريقيا خلال مؤتمرطاقة الشتات اللبناني.
منذ عام 2014، كارين عضو مؤسس في مؤتمر تعزيز التراث اللبناني الذي تنظمه وزارة الخارجية والهجرة. يعقد هذا المؤتمر في بيروت كل عام في مايو أو يونيو ويضم أكثر من 5000 مغترب لبناني ناجح. في أيار/مايو 2017، كانت سيدة حفل مؤتمرالطاقة الاغترابية في بيروت بحضور سعادة الرئيس ميشال عون ورئيس الوزراء سعد الحريري وجميع الوزراء والنواب والسفراء اللبنانيين و5000 من كبار الشخصيات من المغتربين اللبنانيين.
حدث عظيم قامت بتغطيته جميع القنوات اللبنانية مباشرة. في سبتمبر 2018، صورت كارين بستاني موسمها الثامن لأسماء من التاريخ في لاس فيغاس وسان فرانسيسكو مع رواد في مجال تكنولوجيا المعلومات والاتصالات. في نوفمبر 2018، مثلت لبنان من بين 35 دولة في مدريد خلال منتدى «ليه جوندو موند أونيس» حيث كانت ضيفة شرف ومشرفة.
في يونيو 2019، مثلت كارين بستاني لبنان من بين 42 دولة في منتدى الأعمال الدولي في البرتغال كمتحدثة تتحدث عن الأعمال المستدامة وريادة الأعمال النسائية. وقد كوفئت على مسيرتها الناجحة. في 6 يوليو 2019، تم تعيين كارين بستاني الرئيس التنفيذي لشبكة Luxury Network في لبنان.
نشرت كارين كتابي شعر باللغة الفرنسية: كتاب شعري بعنوان «ما وراء الخطأAu-delà de la Faute» صدر في ديسمبر2007 و«والدي ملك العالم  Mon père le Roi du monde»، وهو تكريم لوالدها ريمون نُشر في نوفمبر 2012. وهي تعد كتابها الثالث الذي سيكون مليئا بالقصص الحقيقية وآخر عن والدتها التي توفيت مؤخرا.
وفي حزيران/يونيو 2015، شاركت في تأسيس ورئاسة الجمعية اللبنانية للتصلب الجانبي الضموري LALS، وهي أول جمعية ALS في العالم العربي. وتتولى جمعية LALS رعاية مرضى ALS  في لبنان طبياً ومالياً ونفسياً واجتماعياً. نظمت كارين العديد من الأنشطة في لبنان ودبي لجمع التبرعات ونشر الوعي. وبدعم من جامعة نوتردام NDU تنتج فيلما عن الدكتور جميل زغيب مؤسس LALS، طبيب الأطفال والمريض ALS الذي كتب 10 كتب بعينيه.
الجوائز
- أسماء من التاريخ لأفضل عرض تلفزيوني لعام 2016-2017 من جوائز بيروت الذهبية.
- أفضل شخصية إعلامية لبنان 2017
- سفيرة وسائل الإعلام لدى المغتربين اللبنانيين 
- جائزة وزارة السياحة لإنجازاتها مع المغتربين اللبنانيية - وزارة الخارجية

## وصلات خارجية
- كارين بستاني على موقع IMDb (الإنجليزية)